# Apostolisch Genootschap Watergraafsmeer

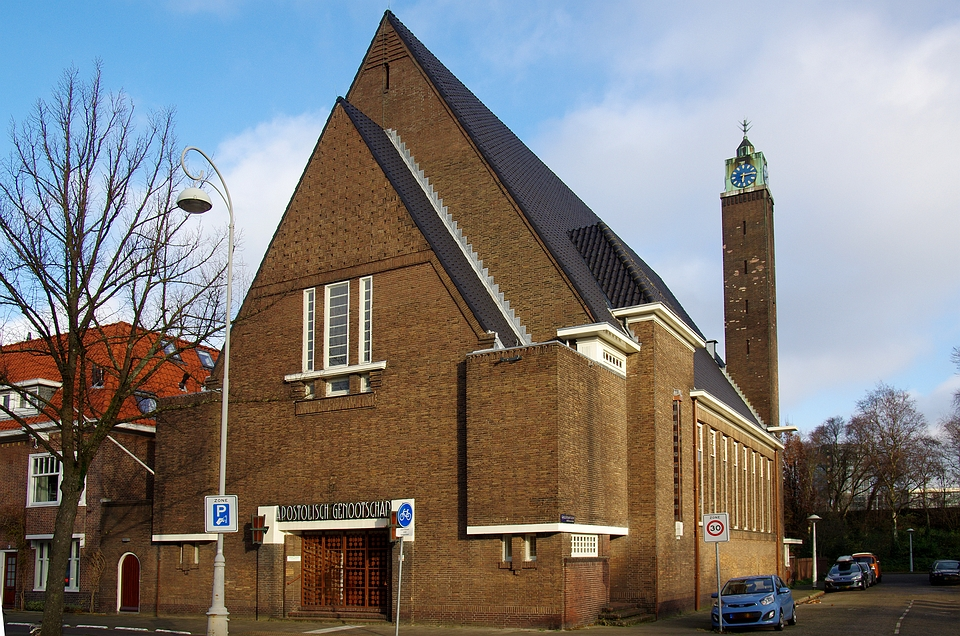
Apostolisch Genootschap-Watergraafsmeer Galileïplantsoen hoek Archimedesweg, Amsterdam

Het verenigingsgebouw van het Apostolisch Genootschap Watergraafsmeer te Amsterdam stamt uit 1931 en is sinds 1992 een gemeentelijk monument. De bouwstijl is laat-Amsterdamse school. Het gebouw is in 1999 gerenoveerd en heeft een bijzonder uit twee delen bestaand orgel.

## Gebouw
Het verenigingsgebouw van het Apostolisch Genootschap Watergraafsmeer  is gelegen aan de kop van het Galileïplantsoen, een van de hoofdassen van de Watergraafsmeer, en de hoek van de Archimedesweg.

### Gemeentelijk monument
Het grote schuine dak boven de rechthoekige kerkzaal is een opvallend kenmerk van het gebouw. Een ranke toren met een torenklok en een aangebouwd voormalig woonhuis completeren het beeld. Het gebouw is met zijn luifeltjes boven ramen en deuren, laddervensters, gedetailleerd metselwerk en hoge, smalle ramen een typerend voorbeeld van laat Amsterdamse School. Om die reden kreeg het in 1992 de status van gemeentelijk monument van de gemeente Amsterdam.

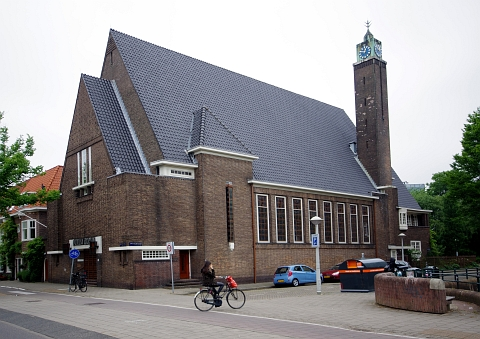
Aan de kop van het Galileïplantsoen
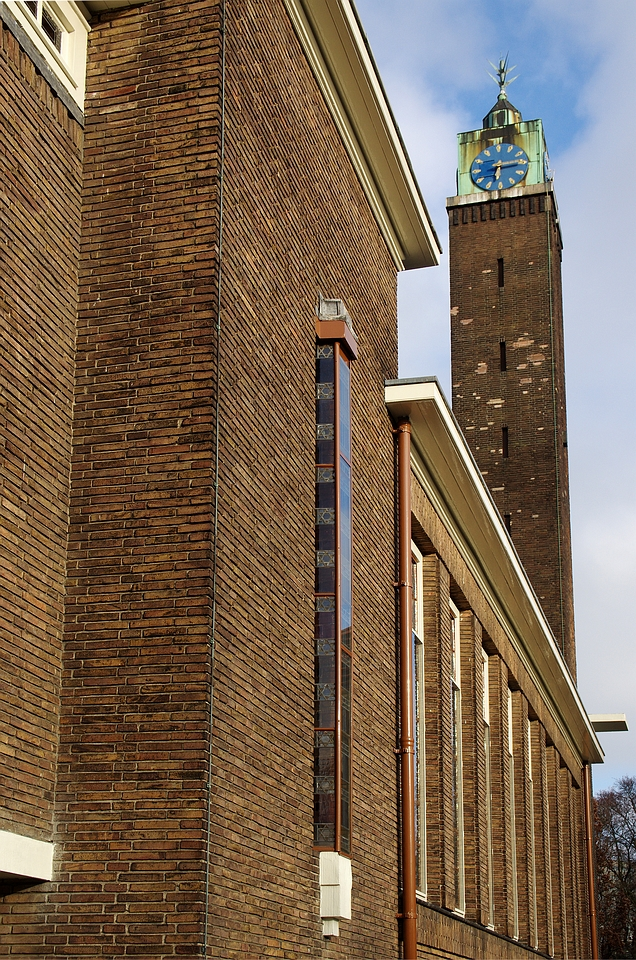
Hoge, smalle ramen en blik op de toren
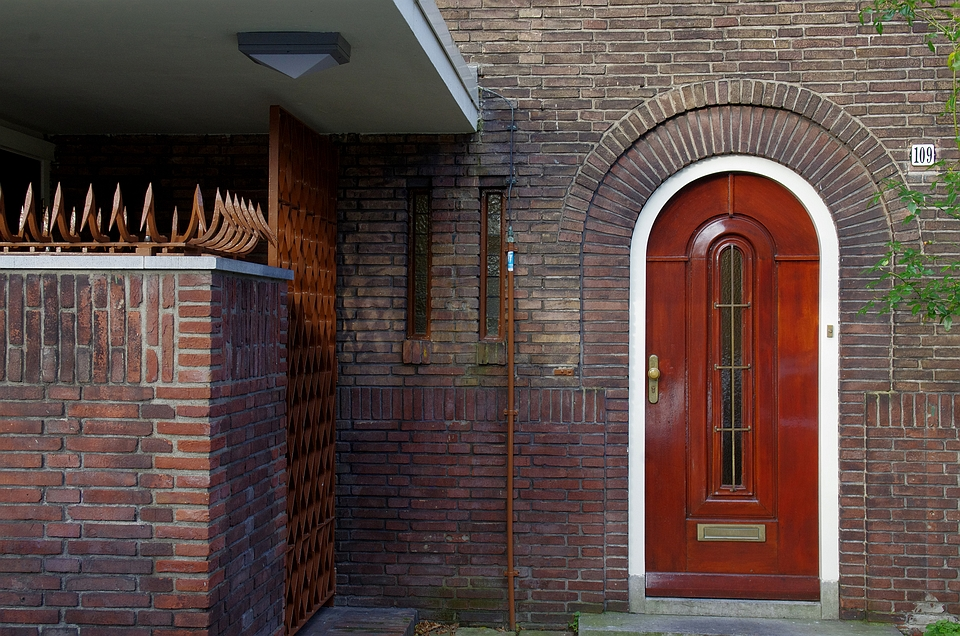
Toegangsdeur tot het voormalig woonhuis
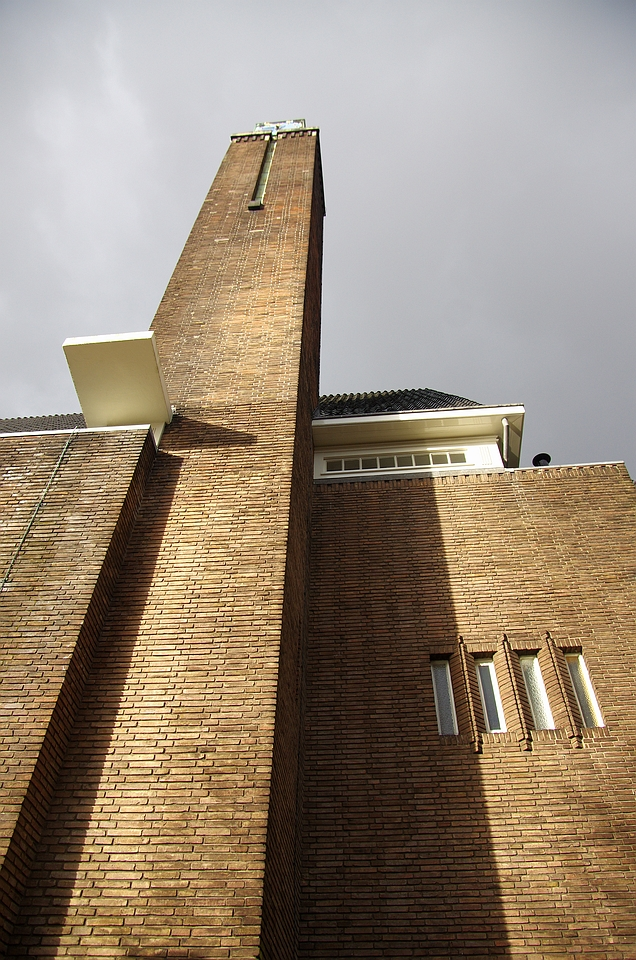
Luifeltjes en raampartijen
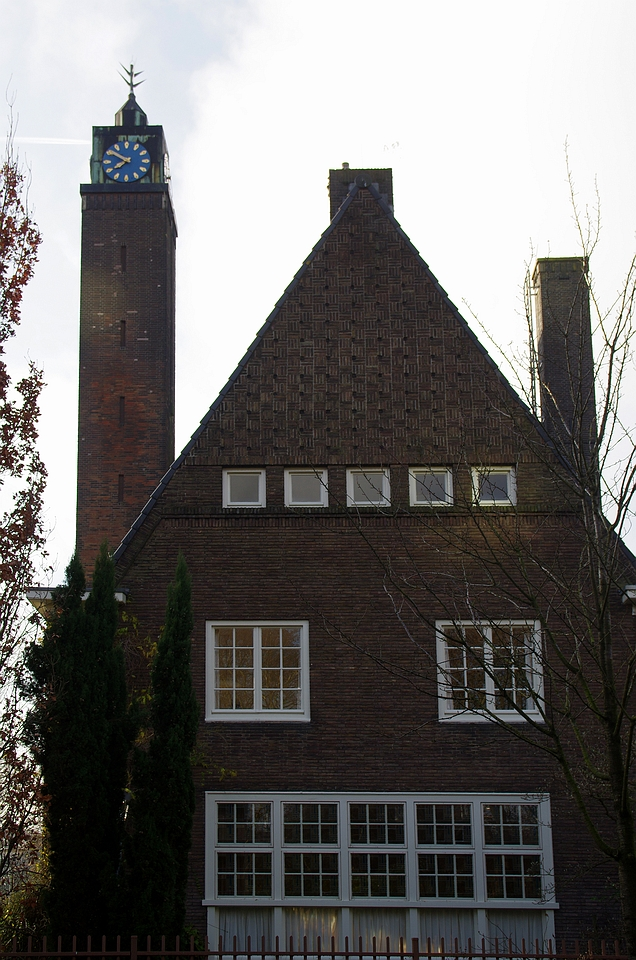
Voormalig woonhuis met detaillering in metselwerk

### Bouw
In 1929 kreeg architect Cornelis Kruyswijk (1884 - 1935) de opdracht voor een kerk met woonhuis. Het gebouw is gebouwd door de N.V. Aannemersbedrijf voorh. J. Tiemstra en Zonen te Nijmegen en kostte ongeveer 100.000 gulden. Op 25 januari 1931 nam de Hersteld Apostolische Zendinggemeente (HAZEA) het pand in gebruik, met ongeveer 800 zitplaatsen in de grote zaal en een kleinere zaal, toen bedoeld als catechisatiezaal, waarboven het woonhuis, dat door de voorganger werd bewoond. 
Oorspronkelijk had Kruyswijk het pand met een plat dak ontworpen, maar de schoonheidscommissie van de gemeente Amsterdam wilde een monumentale afsluiting van het Galileïplantsoen. Om die reden kreeg het eindontwerp een hoog schuin dak met zwart verglaasde Romaanse pannen. De schoonheidscommissie eiste ook een toren aan de kerk en de gemeente heeft die uiteindelijk ook bekostigd. (Het uurwerk is nog altijd eigendom van de gemeente Amsterdam.) De gevels werden opgetrokken in geel genuanceerde gevelklinkers met toepassing van blauwe klinkers voor het plint.  De grote zaal heeft hoge, smalle, gebrandschilderde ramen, waarin religieuze symboliek is verwerkt. Daglicht in de trappenhuizen valt binnen door zeer smalle, hoge ramen die een kleine erker vormen. Voor de verlichting ontwierp Kruyswijk o.a. drie lichtkronen van goudgeel glas, gevat in kunstsmeedwerk, vervaardigd door de firma R.S. Stokvis. Zowel in deze kroonluchters als in het orgelfront is een spiraalvorm verwerkt. Kruyswijks oorspronkelijke interieurontwerp kon in 1931 door geldgebrek niet volledig worden gerealiseerd: het is uiteindelijk sterk vereenvoudigd en zelfs deels weggelaten.

### Renovatie
De eerste grote verbouwing volgde in 1968. Hierbij werd het oorspronkelijk woonhuis als vergaderruimten toegevoegd aan het verenigingsgebouw. Verder kwamen in de grote zaal onder andere nieuwe banken in een andere opstelling. De verwarming (tot dan met pijpen onder de banken) werd gemoderniseerd door de plaatsing van radiatoren aan de zijkanten van de zaal. De oorspronkelijke fietsenstalling naast het gebouw werd garderobe.

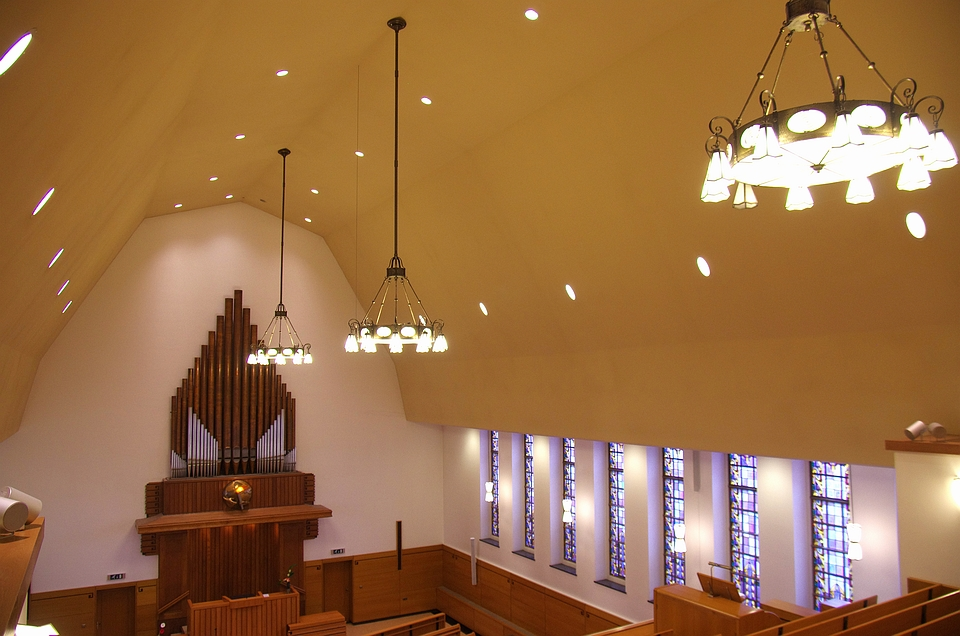
Grote zaal
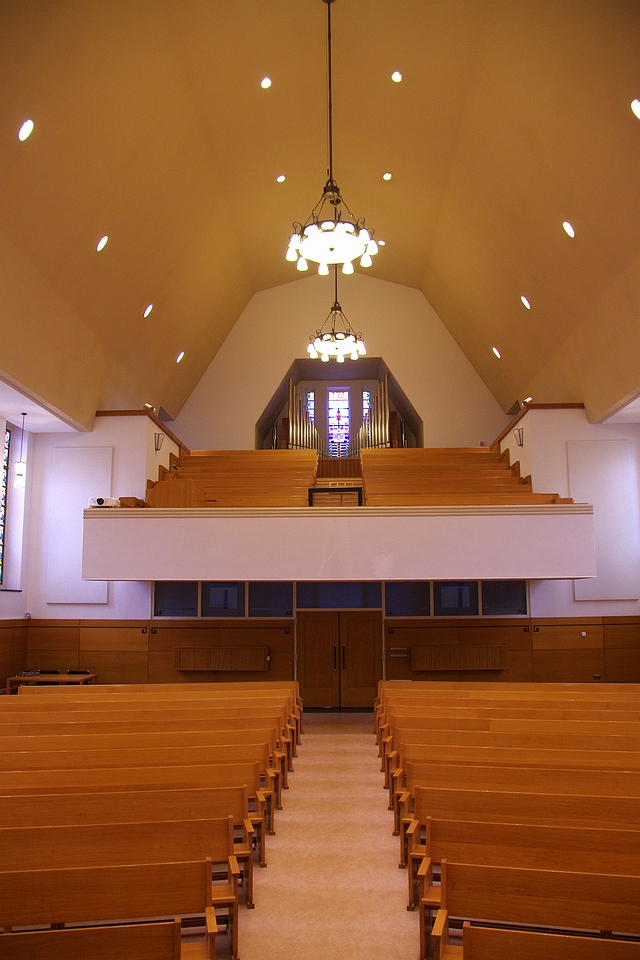
Balkon en orgel
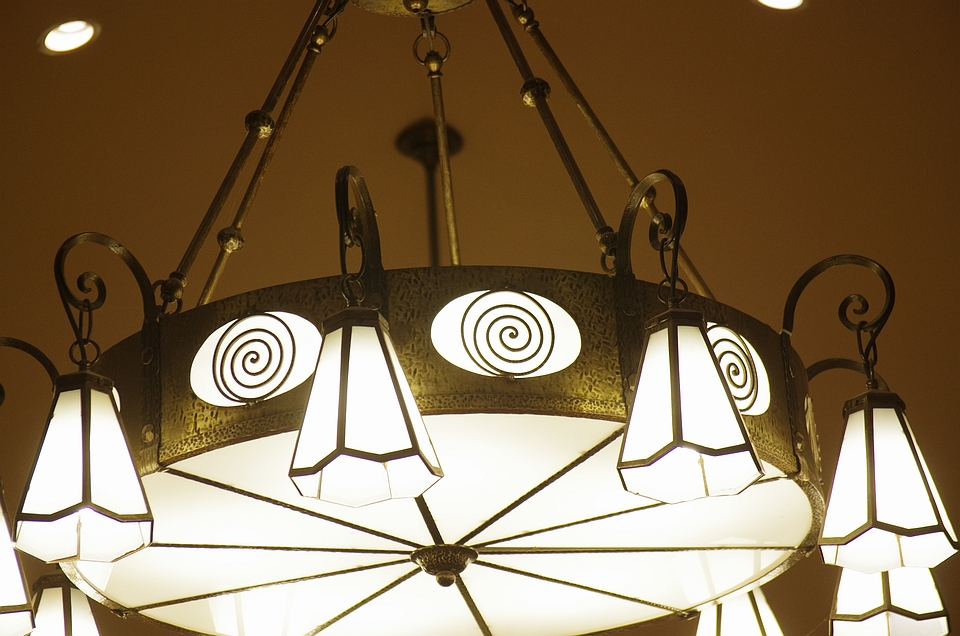
Kroonluchter
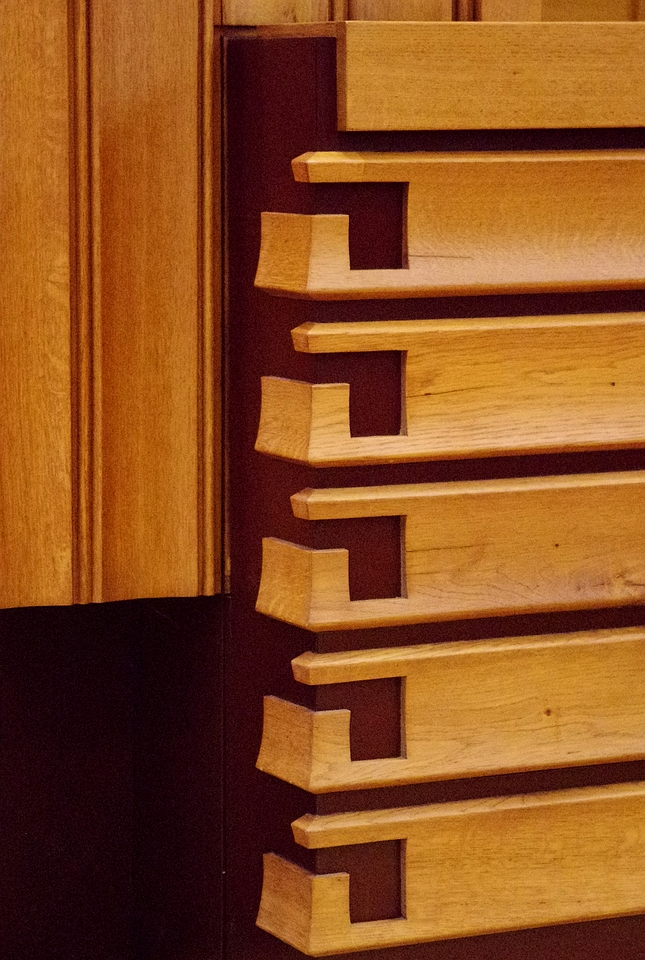
Detail voor in de grote zaal
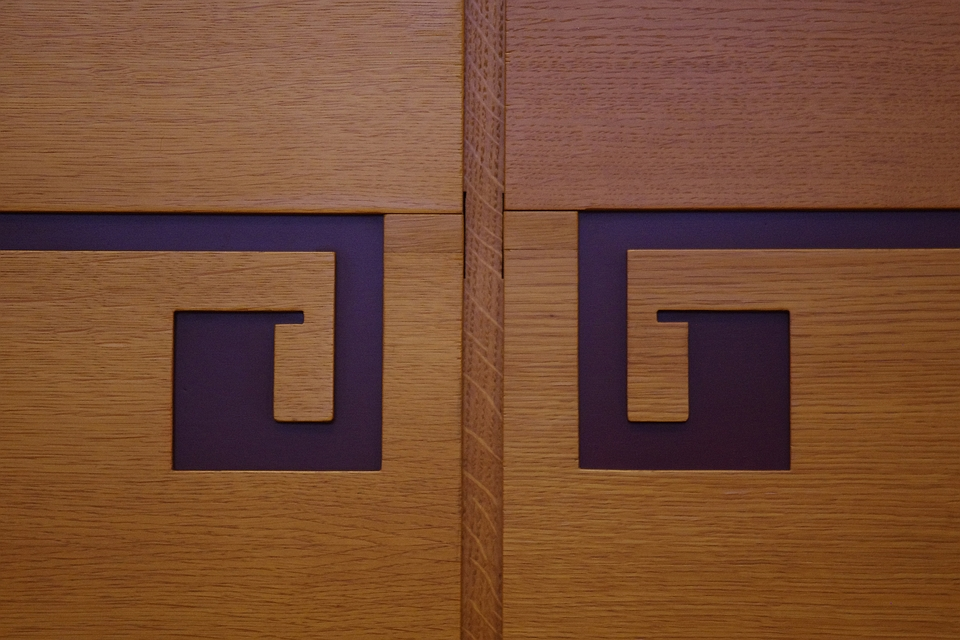
Detail dubbele spiraal in lambrisering
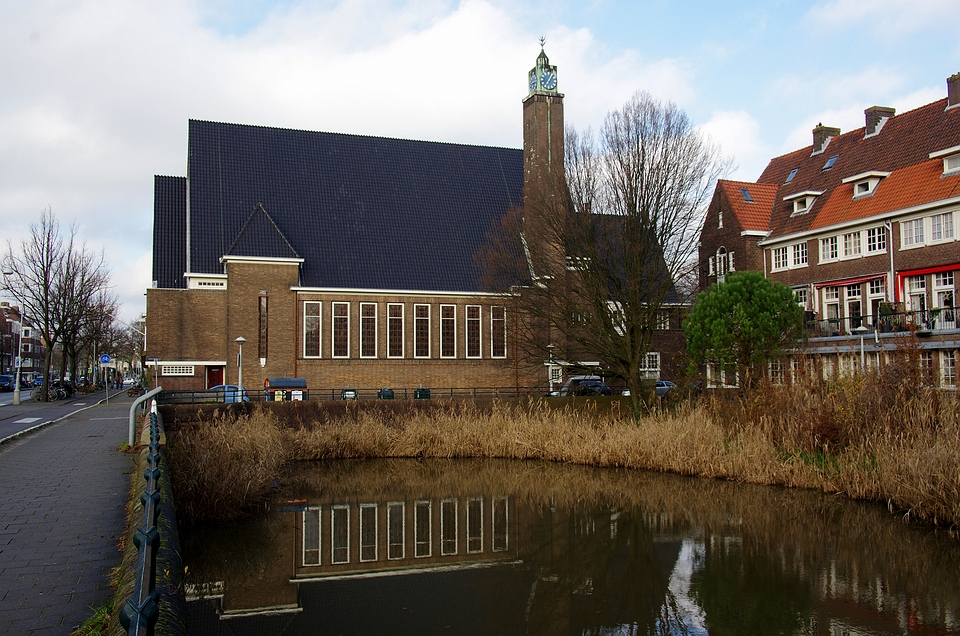
Smalle, hoge ramen omsluiten de grote zaal
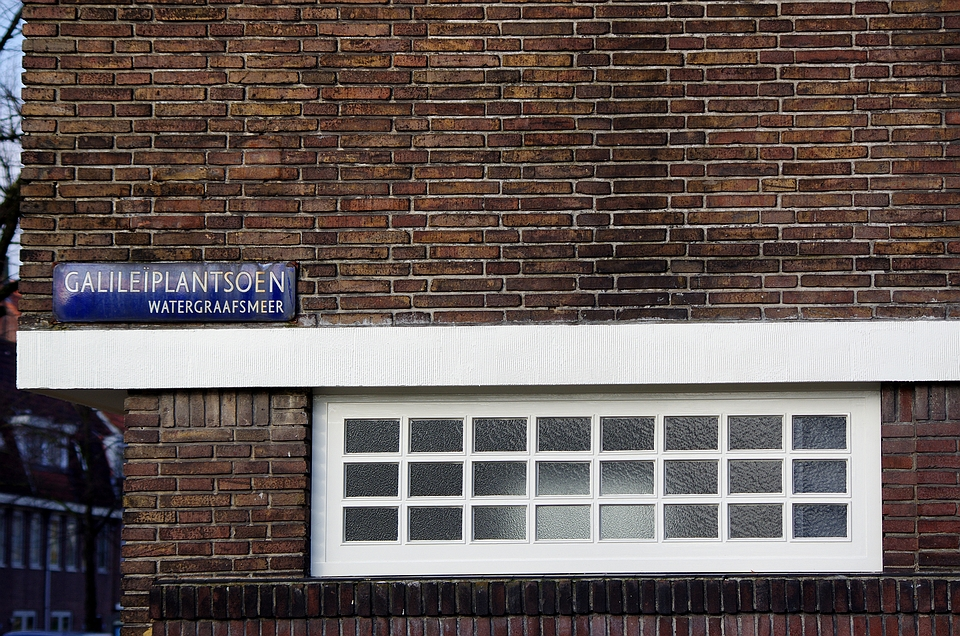
Karakteristiek laddervenster met latei
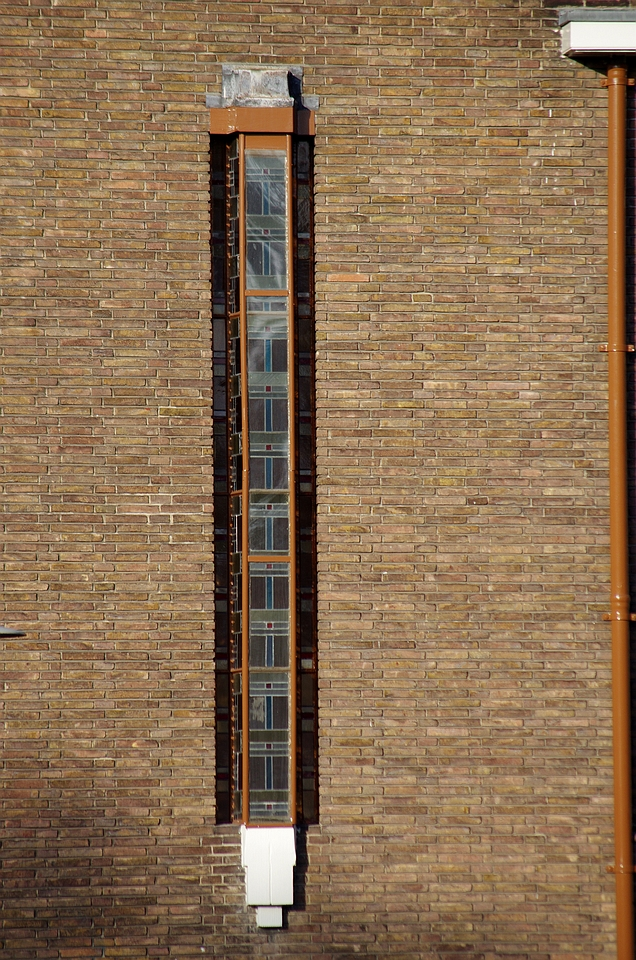
Smal en hoog licht voor het trappenhuis
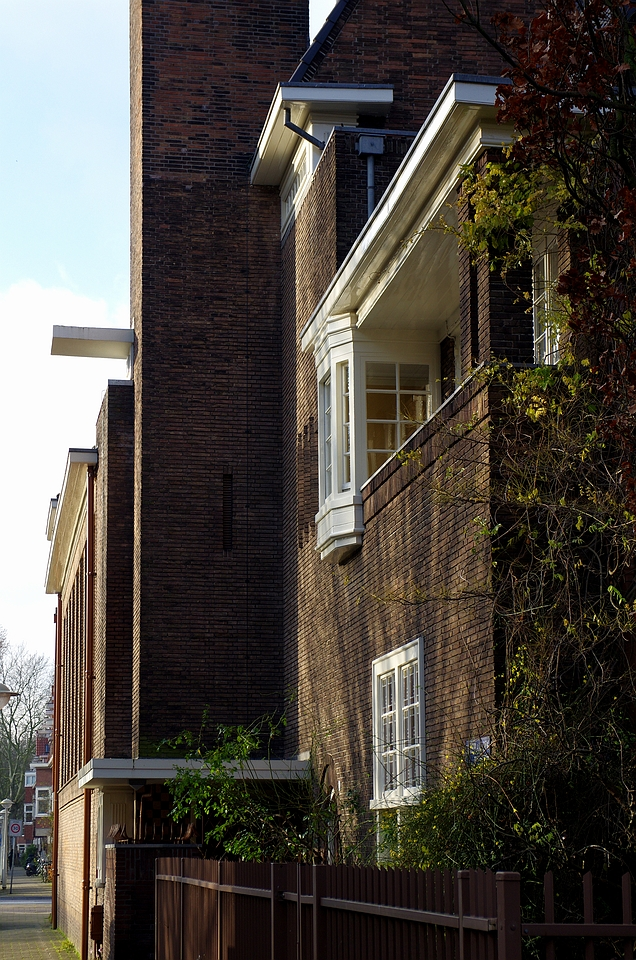
Blik langs voormalig woonhuis en toren
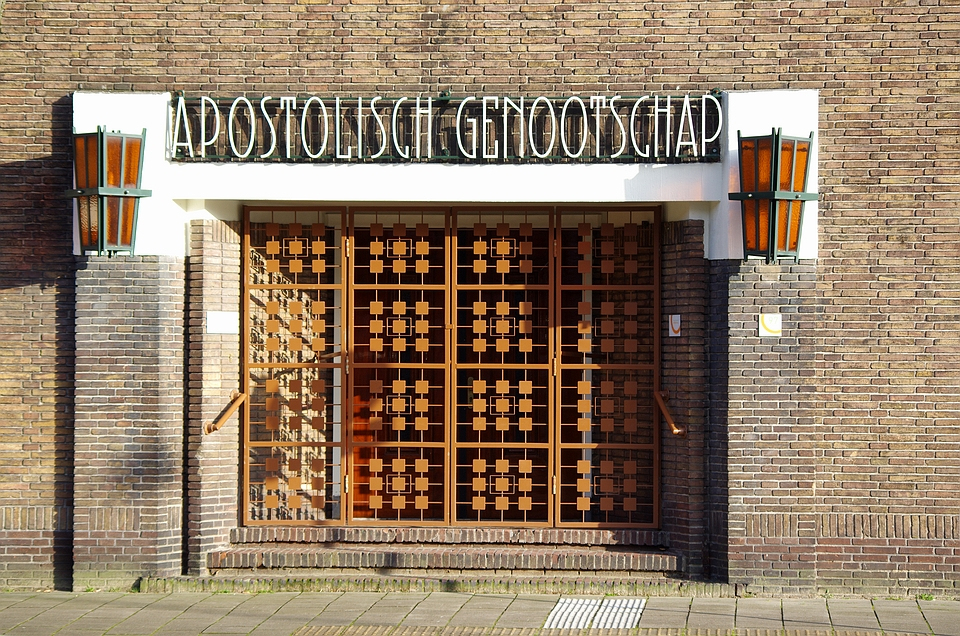
Smeedwerk en lantaarns bij de hoofdingang

Eigenaar Apostolisch Genootschap gaf architect C.M. Eijkelenboom van Terrena Architecten eind negentiger jaren opdracht tot een grote renovatie die in 1999 gereed kwam. Bij de nieuwe vormgeving van het interieur speelde het oorspronkelijke ontwerp van Kruyswijk een grote rol. Het is aangepast aan de eisen van de 21e eeuw, maar met de typische kenmerken van de Amsterdamse School. Zo werden de oorspronkelijke kroonluchters gerenoveerd, voorzien van meer lichtdoorlatend glas en aangepast aan het grotere gewicht van spaarlampen. Door het gehele gebouw is de verlichting voorzien van nieuw ontworpen ornamenten, geïnspireerd op de kroonluchters uit 1931. Verflaagonderzoek maakte het mogelijk de oorspronkelijke kleurstelling van Kruyswijk terug te brengen. De houten vloer van 1931 werd een betonnen vloer met granito in donkere en lichte partijen in een voor de Amsterdamse School gebruikelijk ontwerp. Lambrisering en meubilair zijn uitgevoerd met decoraties volgens Kruyswijk's plannen. En hoewel het Apostolisch Genootschap geen religieuze waarde hecht aan deze religieuze symbolen, zijn ze wel vanuit het oorspronkelijk ontwerp gerealiseerd en vinden we nu bijvoorbeeld de dubbele spiraal in de lambrisering terug. 
Bij de herindeling van de banken hebben onder andere aandacht voor ruimtewerking en verkeersruimte een rol gespeeld. Het aantal zitplaatsen is daarbij terug gebracht tot ongeveer 400.
Ook het voormalig woonhuis werd in de renovatie meegenomen: huidige brandveiligheidseisen maakten een extra trappenhuis noodzakelijk. In het interieur zijn daarvoor enkele kamers opgeofferd, buiten is de architectuur onaangetast gebleven.

## Orgel

### Oorspronkelijk orgel (1931-1972)
Bij de bouw in 1931 kwam er een orgel vóór in de grote zaal, boven de plaats van waar de voorganger de zaal toespreekt. Achter de façade van het orgelfront, dat geen sprekende pijpen bevatte, bouwde men het zwelwerk in een speciaal ontworpen orgelkamer. Dit orgel bleek te zwak om een volle zaal bij de samenzang te begeleiden. Daarom werd achter in de zaal een tweede, krachtiger orgel in twee kamers gebouwd. De speeltafel (aanvankelijk rechts voor in de zaal, achter zijbanken) verhuisde naar het balkon, waarschijnlijk rond 1955.
Van dit orgel is niet veel documentatie bewaard gebleven; het werd in 1972 vervangen door het huidige instrument.

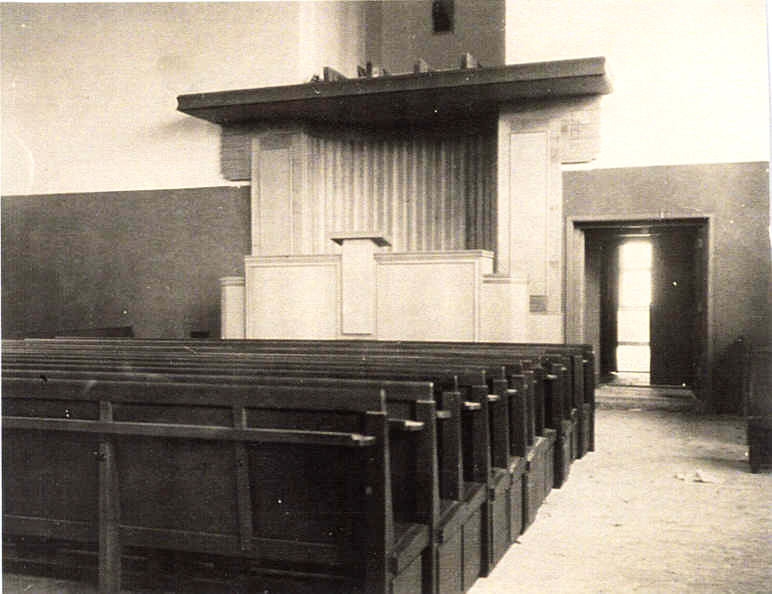
Front met nog lege orgelkamer, ca. 1931
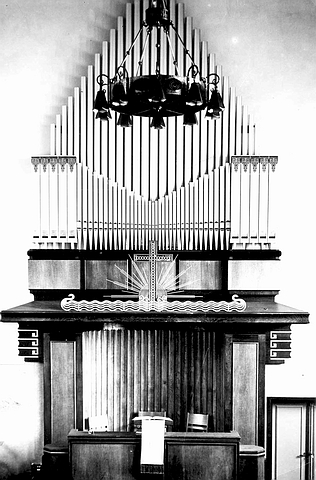
Front met eerste orgel
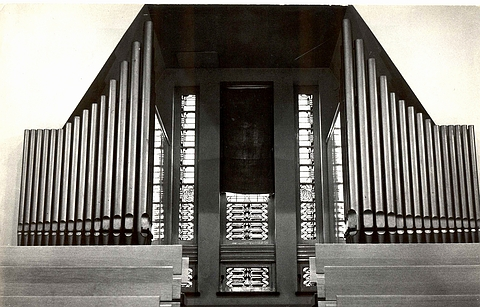
Uitbreiding oorspronkelijk orgel op balkon
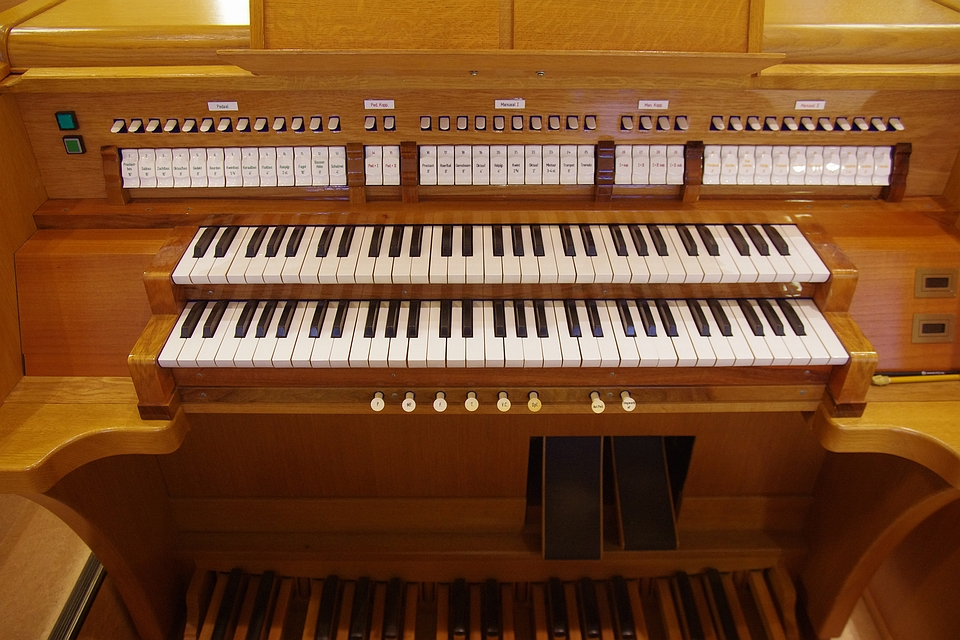
speelTafel con-amore-orgel

### Con-amore-orgel (1972 tot heden)
Bouwer van dit nieuwe orgel was Wim Westerveld. Met een vaste groep vrijwilligers uit het Apostolisch Genootschap realiseerde hij het huidige elektro-pneumatisch kegelladen-orgel. Deze orgelbouwgroep noemt zich Con Amore. De bestaande locaties van het orgel uit 1931 zijn benut en deels uitgebreid. Het hoofdwerk staat op het balkon achter in de zaal. Het zwelwerk bevindt zich voorin de zaal in de orgelkamer achter de enorme pijpen van de prestantbas in het orgelfront. Het orgel bestond bij de bouw in 1972 uit 1584 sprekende pijpen. De grootste pijp is ongeveer 6 meter lang met een diameter van 25 cm en weegt ruim 50 kg., de kleinste pijp is nog geen 10 cm lang. Het orgel bestaat uit metalen en houten orgelpijpen, gedekt en open, labiaal- en tongpijpen. Dit orgel bevat alleen sprekende pijpen.
Van de speeltafel op de voorste rij van het balkon loopt zo'n 15 kilometer bedrading naar het zwelwerk en nog eens 10 kilometer naar het hoofdwerk om de ruim 4.000 elektrische aansluitingen met elkaar te verbinden.

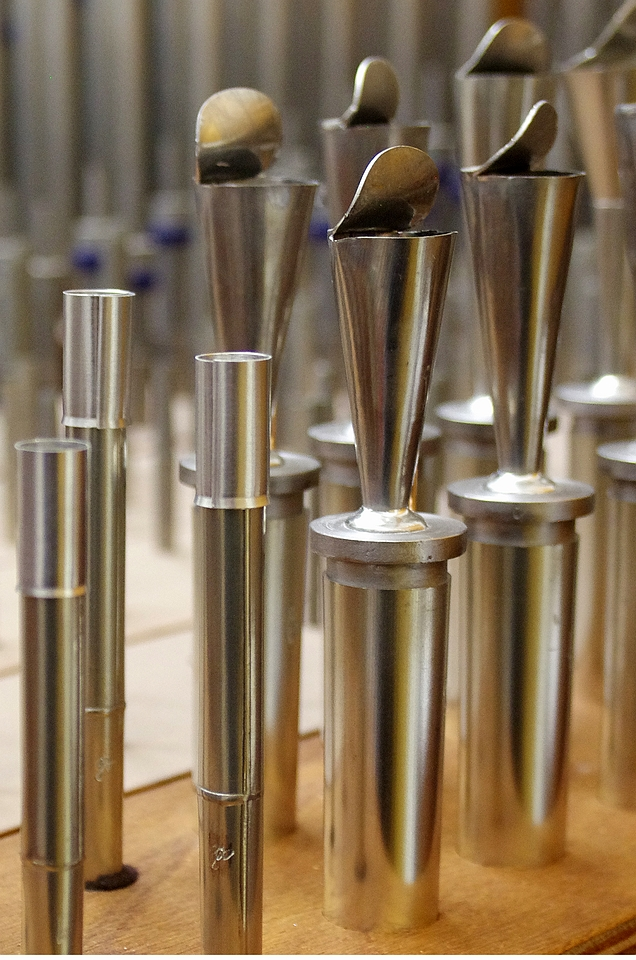
Kleine pijpjes
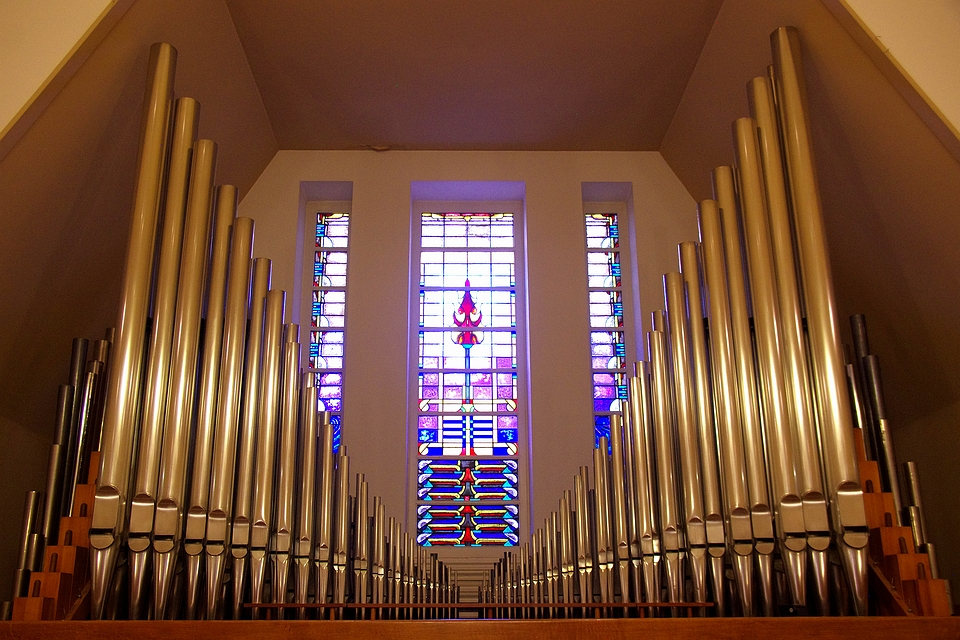
Orgel op het balkon
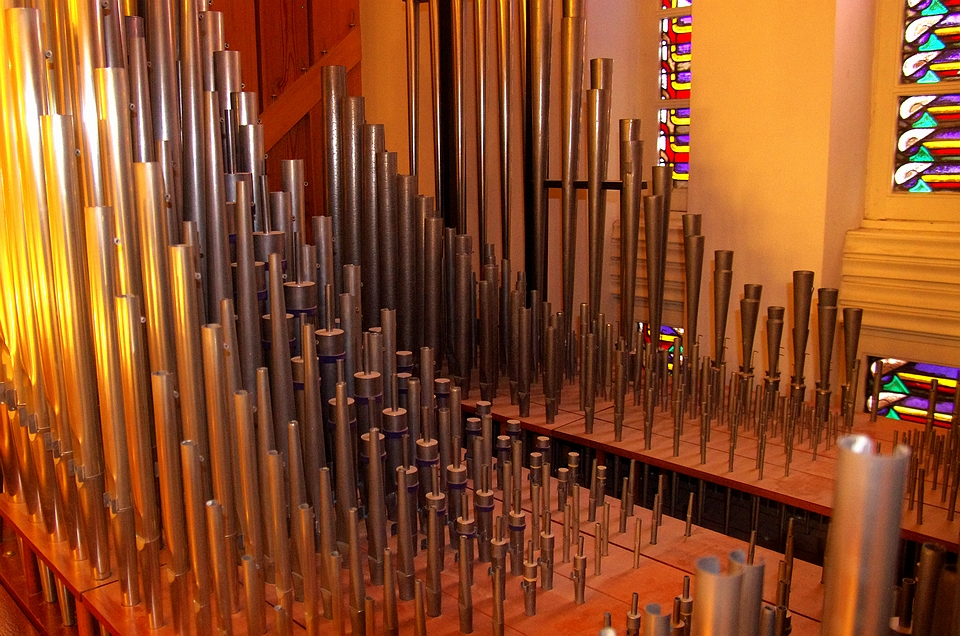
Detail orgel op balkon
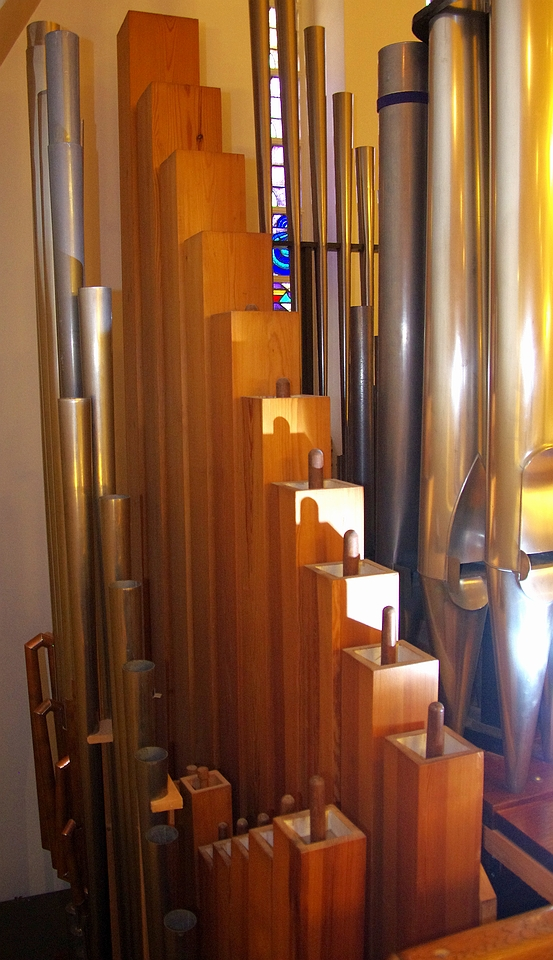
Detail orgel op balkon
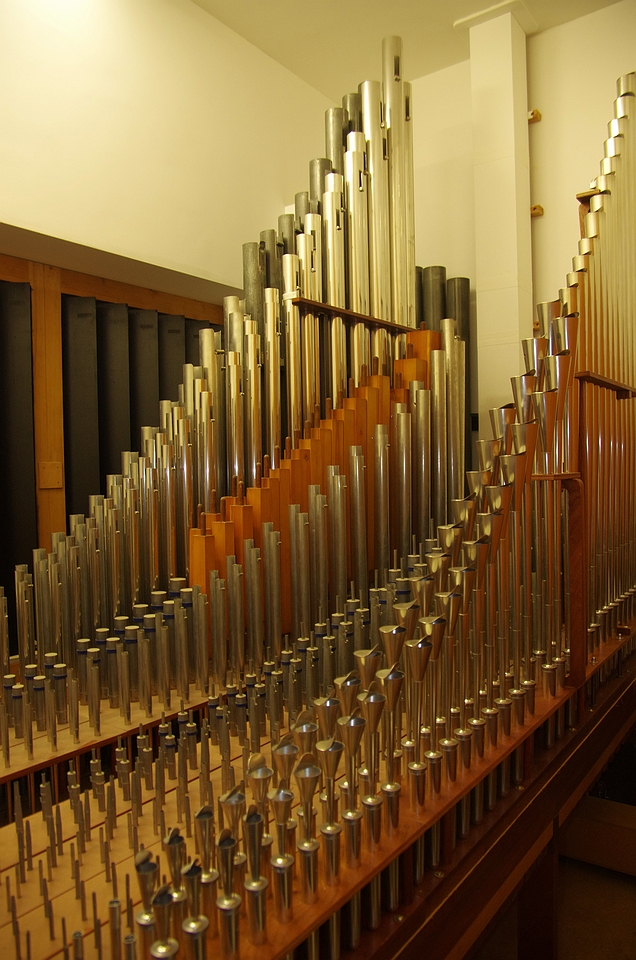
Detail orgel in zwelkamer

### Renovatie en aanvullingen
Tijdens de renovatie van 1999 is het orgel gedemonteerd en in Hilversum door de vrijwilligers van Con Amore gereinigd en gereviseerd. Kort voor de heropening in 1999 is het teruggeplaatst.
In 2014 is een crescendopedaal toegevoegd.
In 2018 volgden de volgende aanpassingen:
- De Kromhoorn 8' is vervangen door een Hautbois 8'
- De Kwintadena 8' is vervangen door een Gamba 8'
- Er is een nieuw register toegevoegd: de Voix Céleste 8'
- De Fagot 16' kreeg door nieuwe bekers zijn volle lengte van 16 voet
- De stevels van de Fagot 16', Bassoonhobo 8' en Schalmei 4' zijn vernieuwd wegens versuikering.

Het totale aantal pijpen telt nu 1645.

### Dispositie
Een gelijke letter is hetzelfde register
| Hoofdwerk |        | Zwelwerk     |        |   | Pedaal      |        | Koppels     |
| --------- | ------ | ------------ | ------ | - | ----------- | ------ | ----------- |
| Manuaal I |        | Manuaal II   |        |   |             |        |             |
| Prestant  | 8'     | Principal    | 8'     | A | Prestantbas | 16'    | Pedaal + I  |
| Roerfluit | 8'     | Gamba        | 8'     | B | Subbas      | 16'    | Pedaal + II |
| Gemshoorn | 8'     | Voix Celeste | 8'     | C | Zachtbas    | 16'    |             |
| Oktaaf    | 4'     | Holpijp      | 8'     | A | Oktaafbas   | 8'     | I+Sup       |
| Holpijp   | 4'     | Prestant     | 4'     | B | Gedeckt     | 8'     | I=II        |
| Kwint     | 2 2/3' | Roerfluit    | 4'     | C | Bourdon     | 8'     | I+IISup     |
| Oktaaf    | 2'     | Gemshoorn    | 2'     | B | Kwint       | 5 1/3' | I+IISup     |
| Mixtuur   | III-IV | Kwint        | 1 1/3' | A | Koraalbas   | 4'     |             |
| Trompet   | 8'     | Sesquialter  | 2 2/3  | B | Fluitbas    | 4'     |             |
|           |        |              | 1 1/5' |   |             |        |             |
| Tremulant |        | Hautbois     | 8'     |   | Ruispijp    | 2 2/3' |             |
|           |        | Tremulant    |        | D | Fagot       | 16'    |             |
|           |        |              |        | D | Bassoonhobo | 8'     |             |
|           |        |              |        | D | Schalmei    | 4'     |             |

## Glas-in-loodramen

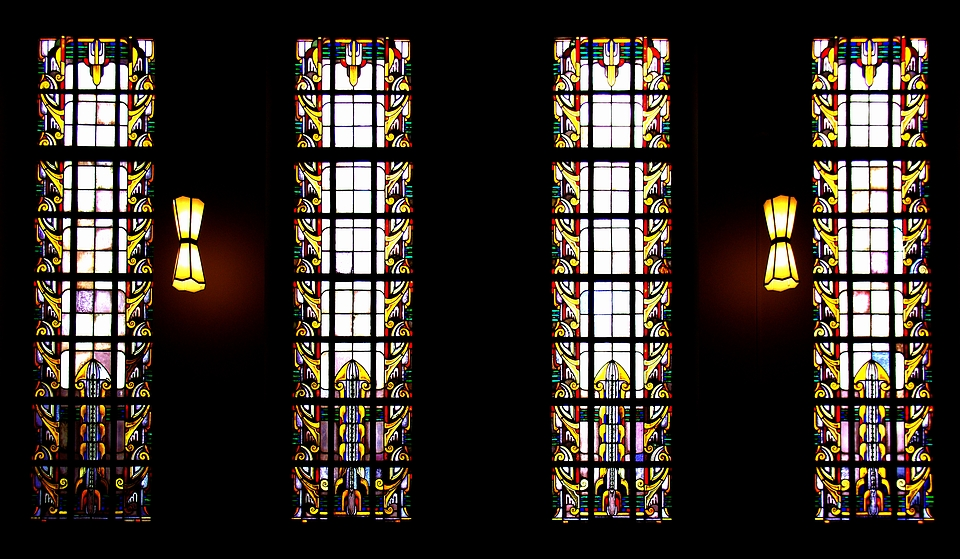
Gebrandschilderde ramen in de grote zaal
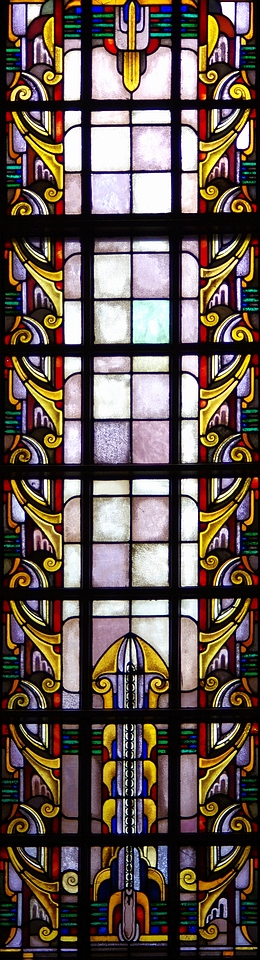
Gebrandschilderd raam in de grote zaal
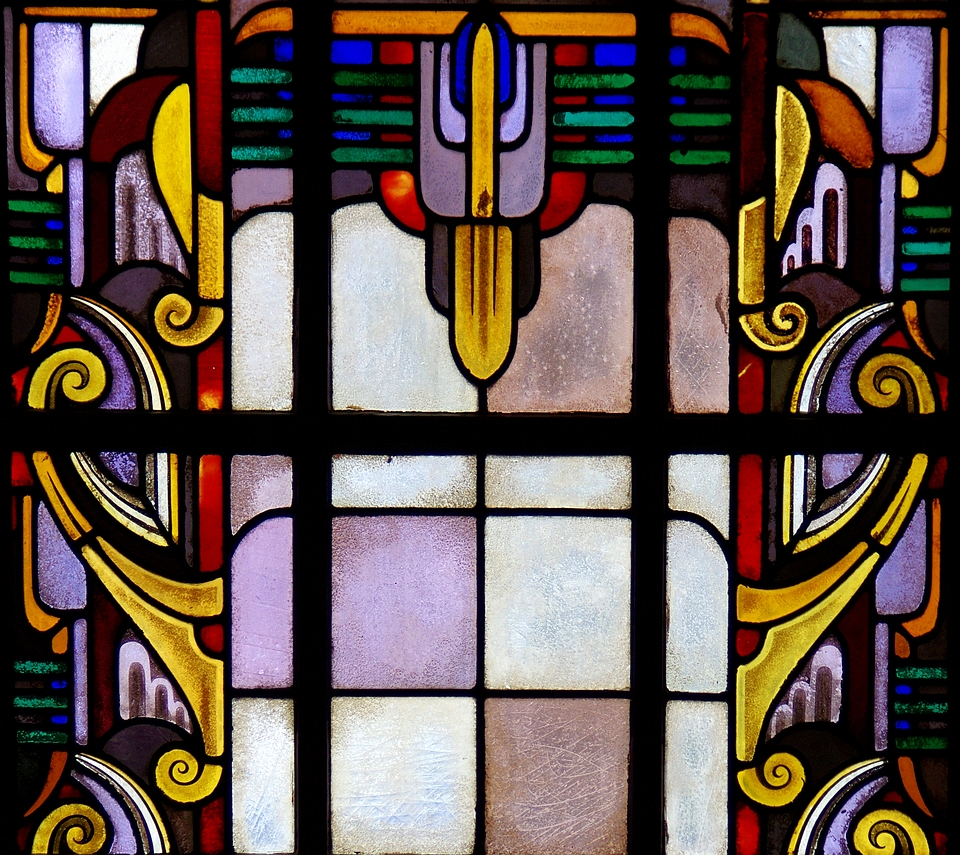
Duif met snavel naar beneden gericht
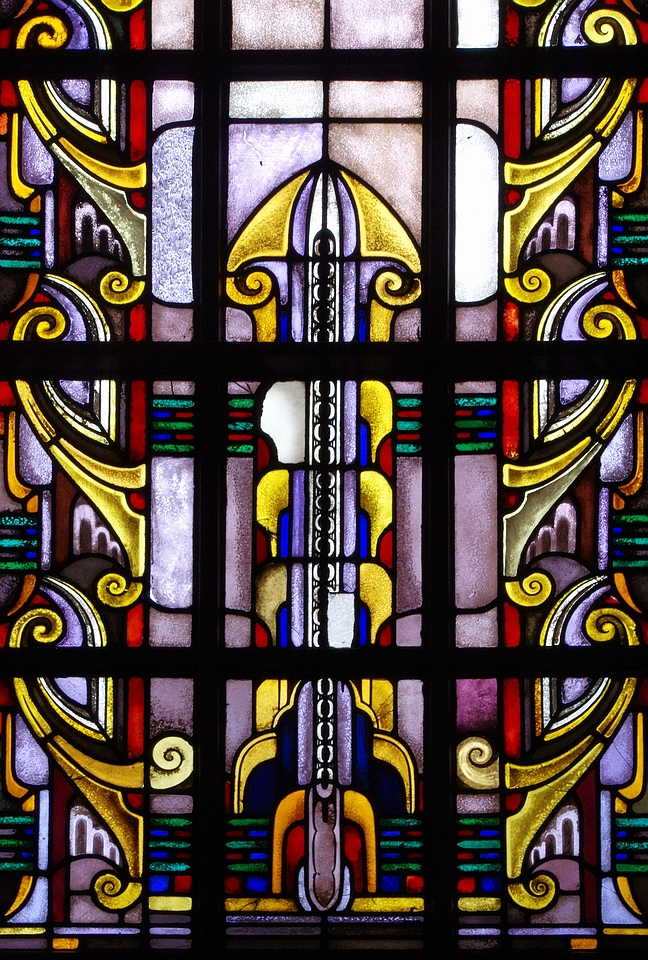
Aarde met boom/plant-motief
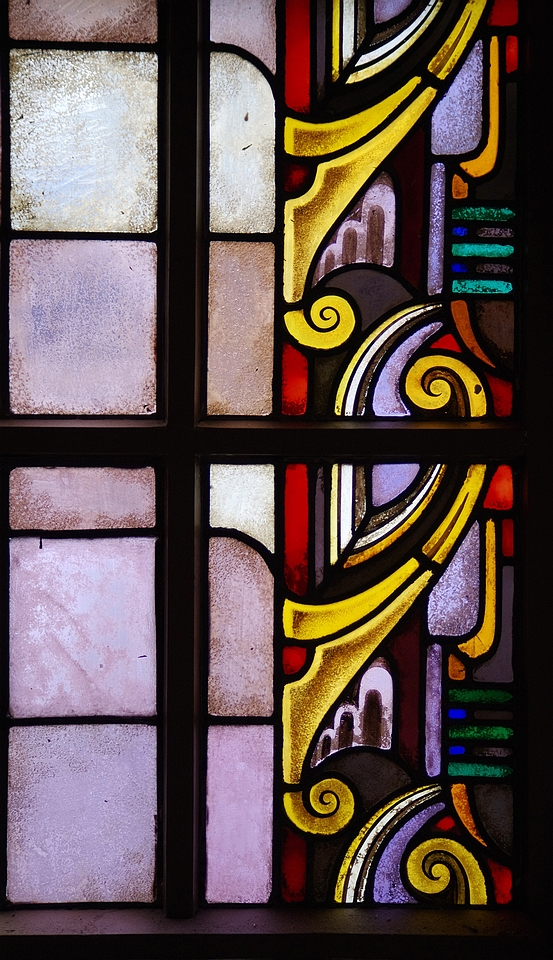
Hoorn des overvloeds

De gebrandschilderde glas-in-loodramen in de kleine zaal en in het voormalig woonhuis zijn relatief sober en met alle kenmerken van de Amsterdamse school uitgevoerd. De ramen van de grote zaal zijn veel uitbundiger en kleurrijker en zijn mede bepalend voor de sfeer. Deze ramen zijn ontworpen en getekend door architect Kruyswijk in samenwerking met de firma H. C. Koch te Amsterdam en uitgevoerd door firma Le Nobel te Haarlem .

In deze ramen zien we verscheidene religieuze symbolen. In de top van de grote raampartijen kijkt een duif naar beneden. De duif als symbool van de Heilige Geest en van reinheid en vredelievendheid. Het onderste deel van het raam verbeeld de aarde met daarop het motief van een boom, zinnebeeld van het leven. Aan beide zijkanten van de ramen vinden we in een reeks boven elkaar 7 keer een Hoorn des overvloeds; 7 wijst op volheid en universaliteit. Hoog boven de hoofdingang bevindt zich het raam dat van binnenuit deels achter het hoofdwerk van het orgel schuil gaat. Het stelt het vuur, symbool van Gods blijvende aanwezigheid en tevens de openbaring van de Heilige Geest voor, zinnebeeld van de vurige liefde. Dit vuur brandt boven het gestileerde embleem van de HAZEA, een kruis boven golven met opkomende zon. De ramen onder het balkon zijn bij de renovatie in 1999 aangebracht. Daarin is de spiraal verwerkt die ook voorkomt in het front van de zaal en in de lambrisering. De spiraal, symbool van de loop van de tijd en de mysteriën in de liturgie van het kerkelijk jaar en het leven van Christus. In de hoge ramen in het trappenhuis zijn davidsterren verwerkt.
Het is niet duidelijk, maar wel waarschijnlijk dat Kruyswijk de symbolen in opdracht van de HAZEA heeft verwerkt. De huidige eigenaar, Apostolisch Genootschap, hecht geen religieuze betekenis aan deze symbolen.

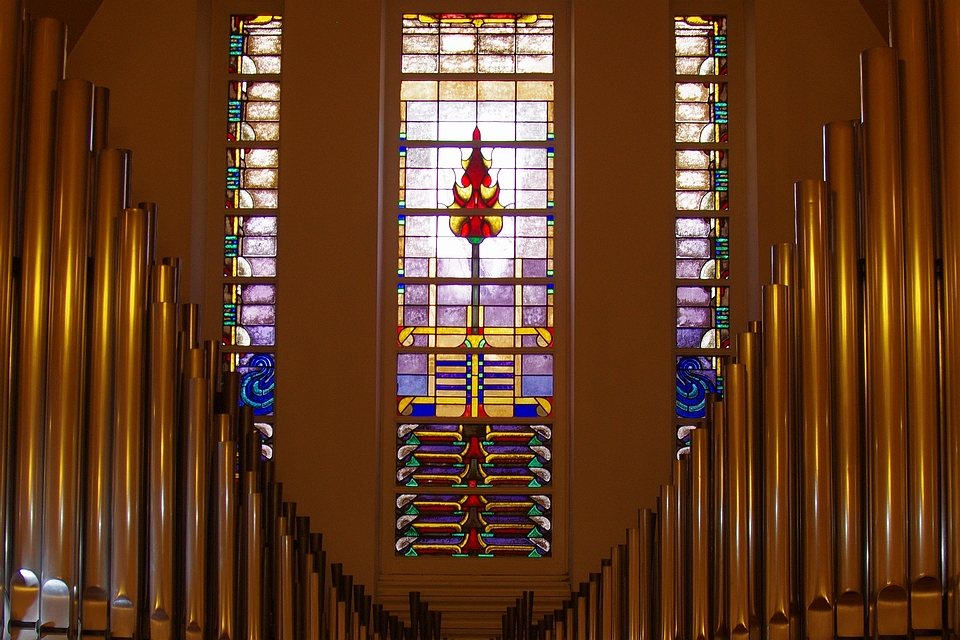
Raam achter orgel op het balkon
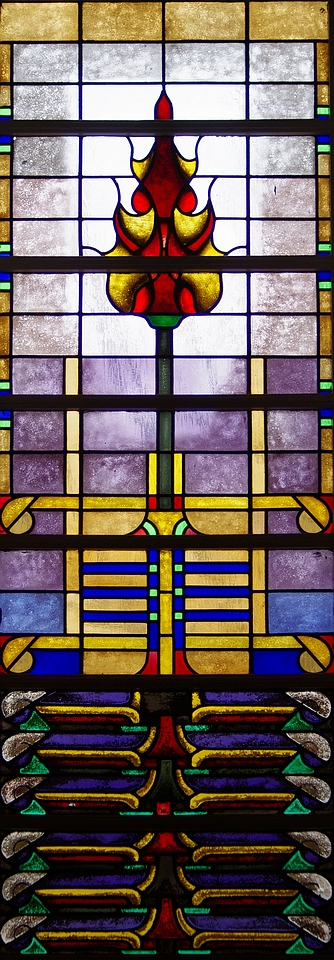
Detail raam op balkon
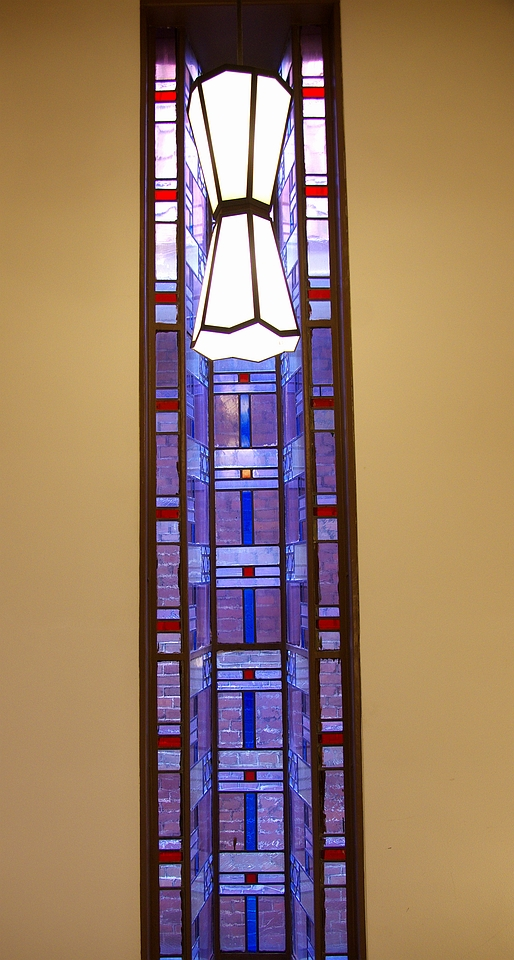
Erkerraam en verlichting in trappenhuis
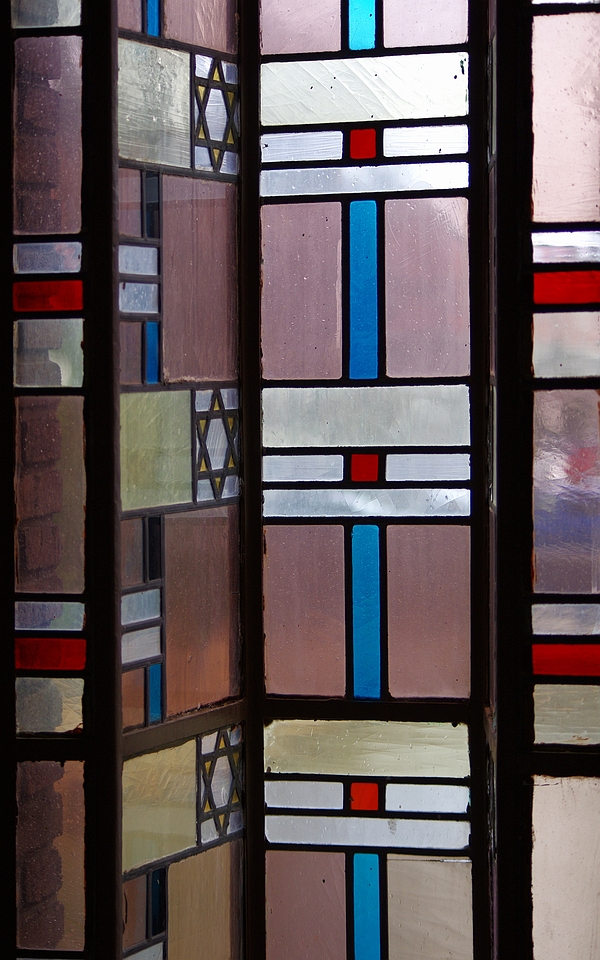
Detail raam met davidster in trappenhuis
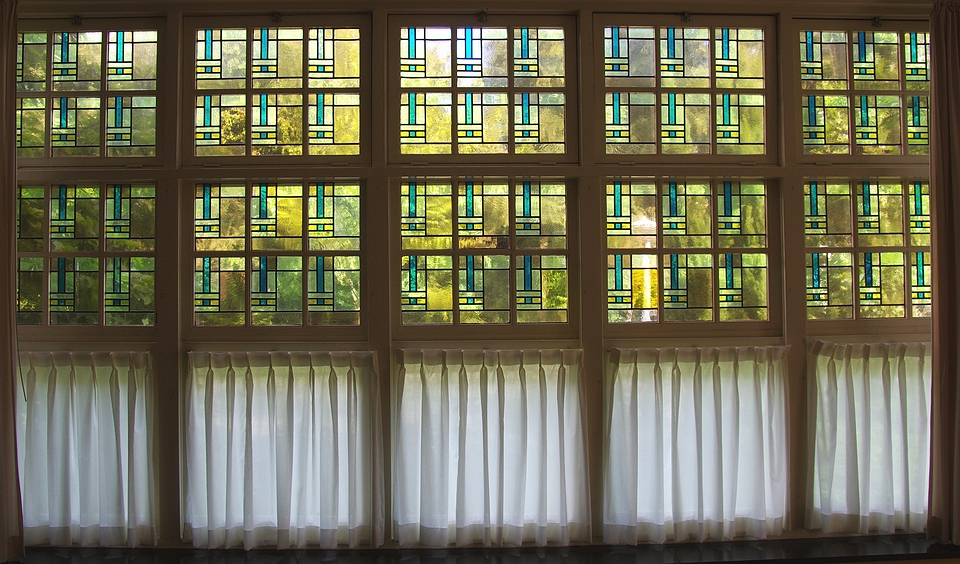
Gebrandschilderde ramen in de kleine zaal

## Geschiedenis
Door een toenemend aantal leden van de Hersteld Apostolische Zendinggemeente in de Eenheid der Apostelen (HAZEA) en de aanwas van de stad was er rond 1930 behoefte aan een nieuwe locatie in Amsterdam Watergraafsmeer. Men bouwde het kerkgebouw aan de Archimedesweg hoek Galileïplantsoen. In 1946 leidde een opvolgingskwestie tot een intern conflict dat in 1951 eindigde met de oprichting van het Apostolisch Genootschap. De gemeenschap aan de Archimedesweg ging hier in zijn geheel naar over en werd huurder van het gebouw dat eigendom bleef van de Nieuw-Apostolische Kerk. Deze situatie duurde van 20 maart 1946 tot 23 juni 1954, toen het Apostolisch Genootschap door aankoop eigenaar van het gebouw werd.

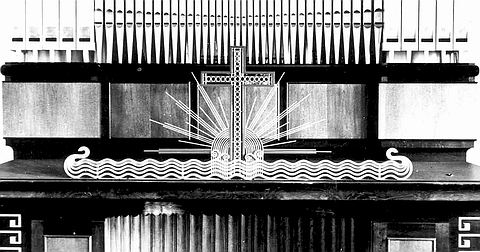
Embleem HAZEA voor orgelfront (1931-ca. 1950)
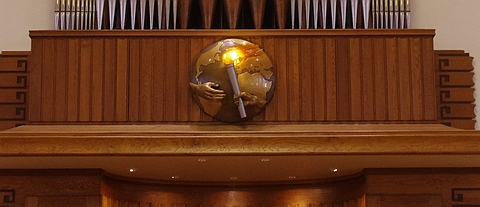
Embleem Apostolisch Genootschap voor orgelfront (ca. 1950-heden)

## Gegevens
- adres: Archimedesweg 97, 1098 JN Amsterdam - Watergraafsmeer
- postadres: Galileiplantsoen 109, 1098 LX Amsterdam
- eigendom: Apostolisch Genootschap
- gebruiker: Apostolisch Genootschap Amsterdam-Watergraafsmeer[1]
- gemeentelijk monumentnummer: 200120
- architect: Cornelis Kruyswijk
- opening: 25 januari 1931
- renovatie architect: C.M. Eijkelenboom, Terrena Architecten Rotterdam[8]
- heropening na renovatie: 23 mei 1999
- aantal zitplaatsen: 260 parterre, 134 balkon, 394 totaal